# Рокко Скьявоне (телесериал)
Рокко Скьявоне (итал. Rocco Schiavone) — итальянский телесериал, выпускаемый с 2016 года и транслируемый Rai 2. В главной роли — Марко Джаллини.

## Сюжет
Рокко Скьявоне — заместитель вице-квестора государственной полиции (итал. vicequestore aggiunto della Polizia di Stato, примерно соответствует майору); в фильме он постоянно поправляет собеседников, обращающихся к нему по более низкому званию инспектора или комиссара. Вдовец, был переведён из Рима в Аосту по дисциплинарным причинам. Изощрённый, но капризный житель столицы не жалует холод, горы и провинцию и не желает одеваться по погоде. Имеет сложные отношения с местными жителями, а также с начальством и подчинёнными. Часто прибегает к методам на грани законности, иногда с одним из новых коллег, или друзьями детства, закоренелыми преступниками; также любит злоупотреблять «травкой». В его жизни постоянно присутствуют воспоминания о жене Марине, которые в форме галлюцинаций наполняет его повседневную жизнь.

## В ролях
| Актёр                | Роль                                            |
| -------------------- | ----------------------------------------------- |
| Марко Джаллини       | Рокко Скьявоне заместитель вице-квестора        |
| Эрнесто Д'ардженио   | Итало Пьерон (1—5 сезоны) старший агент         |
| Паоло Бернардини     | Итало Пьерон (6 сезон) старший агент            |
| Фабио ла Фата        | Антонио Шипиони (1 сезон) агент                 |
| Альберто Ло Порто    | Антонио Шипиони (со 2 сезона) вице-инспектор    |
| Клаудия Висмара      | Катерина Рисполи старший инспектор              |
| Джино Нарделла       | Уго Казелла старший ассистент-координатор       |
| Массимилиано Капрара | Микеле Дерута агент                             |
| Кристиан Джинепро    | Доменико Д'Интино агент                         |
| Массимо Ольчезе      | Андреа Коста первый директор                    |
| Лоренца Индовина     | Микела Гамбино комиссар научной службы полиции  |
| Массимо Реале        | Альберто Фумагалли судебный медицинский эксперт |
| Даниэле Нуччетелли   | Мастродоменико министр внутренних дел           |
| Филиппо Дини         | Маурицио Бальди прокурор                        |
| Валерия Соларино     | Сандра Буччелато журналист                      |
| Туллио Соррентино    | Брицио Маркетти друг Рокко, уголовник           |
| Мирко Фрецца         | Фурио Латанци друг Рокко, уголовник             |
| Франческо Аквароли   | Себастьяно Чикетти друг Рокко, уголовник        |